# August Petzmann
August Petzmann (Leoben, 22 augustus 1909 – Sankt Ulrich bei Steyr, 22 december 2003) was een Oostenrijks componist, leraar, dirigent en violist.

## Levensloop
Petzmann studeerde onderwijskunde van 1927 tot 1931 aan de "Lehrerbildungsanstalt" in Feldkirch en behaalde zijn diploma. Bij Rudolf Repnik in Ybbsitz kreeg hij lessen voor viool, piano en orgel. Van 1932 tot 1938 was hij leraar in het basisonderwijs en vervolgens tot 1972 in het middelbare onderwijs in Wenen. Tijdens de Tweede Wereldoorlog raakte hij in Russische krijgsgevangenschap. Hij was immer ook muzikaal bezig onder andere als dirigent van kerkkoren en zangverenigingen. Tegelijkertijd componeerde hij liederen, marsen en walsen alsook koorwerken met strijkers. Een van zijn koorwerken werd zelfs in de bekende Grote (Gouden) Musikvereinssaal van de Wiener Musikverein uitgevoerd. Ook zijn werken voor blaasorkesten werden opgenomen voor de omroep. Van 1973 tot 1977 was hij violist in het symfonieorkest in Bad Ischl. In 1990 werd hem wegens zijn verdiensten in muziek de titel professor toegekend. 
Hij was erelid van de Musikverein Ybbsitz. 

## Composities

### Werken voor harmonieorkest
- 1978 Belvedere-Walzer
- 1980 Festlicher Auftakt
- 1980 Pusztastimmung
- 1980 Vom Dachstein her, mars
- Alle Neune!, mars
- Almbleamerl Walzer
- Brunnkogel Marsch
- Der Trompeter vom Kahlenberg, voor trompet solo en harmonieorkest
- Gaudi Polka
- Geliebtes Österreich
- Goldhauben Walzer
- Holiday am Neusiedlersee, intermezzo
- Niederösterreich Marsch
- Schön ist die Welt, mars
- Very happy
- Vivat Austria, mars
- Ybbstaler Hammerschmied Marsch

### Werken voor koor
- Lasst uns Brücken bauen, voor kinderkoor, gemengd koor en harmonieorkest

### Liederen
- 1953 Ybbsitzer Heimatlied
- A Weanerliad is wia a Kind
- G'müatlichkeit is das was fehlt

### Werken voor accordeon
- Max und Moritz, voor accordeonorkest